# Nugsar Assatiani
Nugsar Assatiani (georgisch ნუგზარ ასათიანი; * 16. Juli 1937 in Kutaissi, Imeretien, Georgische SSR; † 2. April 1992 in Tiflis) war ein georgischer Säbelfechter, der für die Sowjetunion antrat.

## Erfolge
Nugsar Assatiani erfocht seine internationalen Erfolge allesamt im Mannschaftswettbewerb. Bei Weltmeisterschaften gewann er mit der sowjetischen Equipe 1962 in Buenos Aires die Bronzemedaille, sowie 1961 in Turin, 1963 in Danzig und 1966 in Moskau Silber. 1965 in Paris sicherte er sich mit der Mannschaft den Titelgewinn. Zweimal nahm Assatiani an Olympischen Spielen teil: 1960 in Rom schied er in der Einzelkonkurrenz in der Vorrunde aus, mit der Mannschaft belegte er den fünften Rang. Bei den Olympischen Spielen 1964 in Tokio zog er in der Mannschaftskonkurrenz nach Siegen über die Vereinigten Staaten im Viertelfinale und Polen im Halbfinale ins Gefecht um Gold ein, das mit 9:6 gegen Italien gewonnen wurde. Assatiani wurde daher gemeinsam mit Umjar Mawlichanow, Boris Melnikow, Jakow Rylski und Mark Rakita Olympiasieger.